# 5423 Horahořejš
5423 Horahořejš è un asteroide della fascia principale. Scoperto nel 1983, presenta un'orbita caratterizzata da un semiasse maggiore pari a 2,3821207 UA e da un'eccentricità di 0,1610736, inclinata di 2,68362° rispetto all'eclittica.
L'asteroide è dedicato al giornalista ceco Petr Hora Hořejš.